# Mittelwerk
Mittelwerk GmbH (česky Ústřední dílny) byla v éře nacistického Německa během druhé světové války státní zbrojařská firma, pověřená výrobou raketových zbraní v podzemním továrním komplexu. Založena byla 21. září 1943 „Říšským ministerstvem zbrojení a válečné výroby“ (Reichsministerium für Bewaffnung und Munition). Existovala až do konce války.

## Historie
Od roku 1917 v hoře Kohnstein fungoval důl na anhydrit firmy Badische Anilin- und Soda Fabrik. V září 1943 byly díky své výhodné poloze (uprostřed Německa a pod zemí) doly konfiskovány. Vzniklé štoly převzal v roce 1935 státní podnik Wirtschaftliche Forschungsgesellschaft, který ho využíval jako sklad paliva. Podzemní prostory byly rozšířeny a vznikl rozsáhlý systém dvou tunelů A a B v délce 1 800 metrů, které byly postupně propojovány 150 až 200 metrů dlouhými štolami. V srpnu 1943 po bombardování armádního výzkumného střediska raketových zbraní v Peenemünde sem byli přesunuti první vězni z koncentračního tábora Buchenwald. V říjnu vznikl samostatný tábor Mittelbau-Dora (do té doby pobočný tábor Buchenwaldu) a v lednu 1944 pak začala samotná výroba raket Aggregat 4 (V-2), Fieseler Fi 103 (V-1) a leteckých motorů.
11. dubna 1945 byla továrna osvobozena americkými vojsky, nicméně pro většinu vězněných bylo pozdě, protože továrna byla již evakuovaná a uvnitř byli ponechání pouze mrtví a umírající, zdraví vězni byli posláni na tzv. Todesmarsch (pochod smrti). Nalezené vybavení bylo zabaveno a převezeno do Spojených států.

## Personál
Generálním manažerem továrny byl od května 1944 až do ukončení provozu Georg Rickhey. Přímým nadřízeným všeho personálu v Mittelwerk byl Hans Kammler. Mezi další německý personál patřili Albin Sawatzki, Arthur Rudolph, Magnus von Braun, Guenther Haukohl, Hans Fridrich, Hans Palaoro a Rudolph Schlidt.

## Oběti
V továrně pracovalo přes 60 000 vězňů. Podle odhadů zde z nich při výrobě raket více než 20 000 zemřelo. Z toho asi 9000 na vyčerpání, 350 bylo oběšeno (200 pro sabotáž) a zbytek zemřel na podvýživu nebo nemoci (tuberkulóza, zápal plic, průjem).